# 中国共产党中央委员会政法委员会
中国共产党中央委员会政法委员会，通称中共中央政法委员会，简称中央政法委、中政委，是中国共产党中央委员会主管政法工作的职能部门。中共中央政法委员会于1990年3月6日成立，其前身是中共中央法律委员会、中央政法小组。中央政法委实行民主集中制，中央政法委书记是它的主要负责人，各委员集体研究制定工作。中央政法委机关的法定代表人是中央政法委秘书长。

## 沿革

### 成立初期
抗日战争时期，陕甘宁边区成立了“法规研究会”和“边区法学研究会”。
1945年中共七大后，8月23日政治局会议决定成立“中央法制组”。1945年10月19日，林伯渠在陕甘宁边区政府发起成立“陕甘宁边区宪法研究会”，谢觉哉为负责人。成员包括齐燕铭、陈正人、李木菴、李鼎铭、何思敬、张曙时、陈正人等。
1946年6月，中共中央书记处组织下，以“陕甘宁边区宪法研究会”为基础，成立“中央法律问题研究委员会”，谢觉哉任主任委员，委员林伯渠、徐特立、陈瑾昆、王明、陈伯达、李木菴、张曙时、马锡五、刘景范、黄松龄、廖鲁言等。1946年6月22日召开首次会议。任务是研究法律及试拟《陕甘宁边区宪法草案》，至11月初步完成边区宪法草案，送交西北局；马锡五召集研究修改民法、刑法、诉讼法等，刘景范召集研究起草财务、行政、合作社、公司、税务等条例。1946年9月中央书记处通过关于成立法委会的决议。1946年12月为边区政府草拟出《土地公债条例》、为西北局草拟出《征购土地条例》等。1947年1月在延安正式成立“中央法制委员会”（简称“法委会”），负责人谢觉哉，2月3日分为两组：宪法组组长王明，法制组组长陈瑾昆；成员有吴玉章、李木菴、张曙时、杨绍萱、何思敬、郭任之、王觉民等。谢觉哉在诗句中写：“十老年逾六百秋，共编大法共研修”。
1947年3月7日中央法制委员会从延安转移到山西临县后甘泉村，列入中央后方工作委员会序列。4月1日，中央决定法制委员会的任务是先起草全国新宪法，研究改革法律的方针及创立新民主主义的法律理论。1947年4月12日，陈瑾昆报告法律改革意见。1947年4月17日中央法制委员会开始讨论宪法，由王明等人报告其总纲草案。4月29日，李木庵报告对民法的意见。5月2日，中央法制委员会召开会议，听取杨绍萱报告商法，“颇有奇论”；陈瑾昆说：“创造是好的，但也不宜创造太过。”。5月3日，听取陈瑾昆报告民事诉讼法。“切实可听”。5月6日，继续听取陈瑾昆报告刑事诉讼法。1947年7月，谢觉哉致信林伯渠：“至继续搞其他法律，我个人感到困难的：一、旧法法律很少可采，不是修正就够，而是要重修起炉灶（以前没看不大知道）；二、解放区新的经验没有收集整理，作为立法的依据。而要收集整理，又非我们坐在这里所能为力；三、苏联的法律我知道太少，而这是可借镜的主要东西。还有中国法制史，历为学者所不注意。数典忘祖，我想研究一下，没有书，且要到大部头书里去找。”1947年10月20日，王明、谢觉哉动身，10月22日渡黄河，23日到中央前委在陕北的驻地神泉堡，向中央请示对宪法草案及法委会今后工作的指示。11月18日，毛泽东《给陈瑾昆的信》：“兄及诸同志对于宪草惨淡经营，不胜佩慰。唯发表时机尚未成熟，内容亦宜从长斟酌，以工农民主专政为基本原则（即拙著《新民主主义论》及《论联合政府》中所指之基本原则），详由（引者注——11月15日动身回后甘泉村的）王、谢二同志面达。”1947年12月毛泽东《在杨家沟中共中央扩大会议上的讲话》指出：“关于宪法，近期内不会颁布，过早颁布也是不利的，但目前应该着手研究。”
1948年4月初，根据中央统一部署向河北平山县转移，5月6日抵达并进驻平山县李家沟口村。为华北人民政府起草了一些政权组织法规。1948年5月提出筹办华北人民政府司法训练班，至1949年1月正式开学。1948年7月11日，中央法委会开会讨论《反革命内战罪犯条例草案》，7月19日送中央。1948年7月，陈瑾昆起草的《新民法》、《新民事诉讼法》、《新刑法》相继脱稿。1948年10月28日，谢觉哉与中央妇女运动委员会联系，要婚姻条例材料，研究有关制定婚姻条例的准备工作。
1948年12月12日中央书记处通过《中央关于中央法律委员会任务与组织的决定》，撤销中央法制委员会，成立中央法律委员会，委员王明、谢觉哉、张曙时、李木菴、陈瑾昆、何思敬、郭任之、杨绍萱、孟庆树等9人。主任王明。下设研究室、编译室。1949年1月8日，召开中央法委会，讨论《刑事诉讼暂行条例》。以上关于法典的讨论研究，争议问题较多，而未形成定稿。
中华人民共和国成立后，工作移交中央人民政府法制委员会。 

### 建国后
1956年7月6日，中共中央政治局决定召开了第一次中共中央法律委员会会议，宣布成立“中共中央法律委员会”，彭真为主任。该机构是秘书性质的机构，任务是完成中共中央交办的工作，主要是法律工作方针政策及各部门分工等问题，不主管具体案件。当时，公安部、最高人民法院、最高人民检察院分别设有党组，党组直接向中共中央负责，不向中共中央法律委员会报告工作。法律委员会只设在中央一级。
1958年6月10日《中共中央关于成立财经、政法、外事、科学、文教各小组的通知》决定成立“中央政法小组”，彭真为组长、罗瑞卿为副组长。中央政法小组直属于中共中央政治局和中共中央书记处。上述通知照抄了毛泽东的批语指出：“这些小组是党中央的，直隶中央政治局和书记处，向它们直接做报告。大政方针在政治局，具体部署在书记处。只有一个‘政治设计院’，没有两个‘政治设计院’。大政方针和具体部署，都是一元化，党政不分。具体执行和细节决策属政府机构及其党组。对大政方针和具体部署，政府机构及其党组有建议之权，但决定权在党中央。政府机构及其党组和党中央一同有检查之权。”自1958年起，县以上各级党委均成立了政法小组，“协调”公、检、法的关系，并逐渐形成重大案件由党委审批的惯例。
1958年，中央政法小组在《关于人民公社化后政法工作一些问题向主席、中央的报告》中指出，“刑法、民法、诉讼法根据我国实际情况看，已经没有必要制定了”。该报告直接导致立法工作停顿。
1960年，中央政法小组向中共中央提交《关于中央政法机关精简机构和改变管理体制》的报告。1960年11月11日，中共中央发出《关于中央政法机关精简机构和改变管理体制的批复》，批复中称，中共中央书记处决定：公安部、最高人民法院、最高人民检察院合署办公，由公安部统一领导。
1966年文化大革命开始后，中央政法小组名存实亡，1972年3月中央政法小组组长谢富治病故以后，中央政法小组连形式也不存在了。

### 改革开放初期
1978年6月20日，中共中央批准成立“中央政法小组”，协助中央处理最高人民法院、最高人民检察院、公安部、民政部的一些政策方针问题，主要任务是“研究工作中带有方针、政策性的重要问题”。
1979年9月9日，中共中央发出《关于坚决保证刑法、刑事诉讼法切实实施的指示》（中发〔1979〕64号），文件结束了党委审批案件的制度。
1980年1月24日，中共中央发出《关于成立中央政法委员会的通知》（中发〔1980〕5号），决定成立“中央政法委员会”，并决定由彭真担任书记。《通知》规定中央政法委员会有五项职能，主要是领导立法工作，把握法律中的政治方向，并不干预具体司法工作。与此同时，地方各级党委也普遍成立了政法委员会。中共中央并未明确政法委员会是地方各级党委的职能部门、领导政法工作。但政法委员会实际上“已经在发挥党委职能部门的作用，已经在宏观上统一组织领导政法各部门的工作。”
1982年1月13日，《中共中央关于加强政法工作的指示》规定，“各级党委的政法委员会是党委的一个工作部门”，任务是“按照《中共中央关于成立政法委员会的通知》（中发〔1980〕5号文件）的规定，联系、指导政法各部门的工作；协助党委和组织部门考察、管理干部；组织和开展政策、法律和理论的研究工作；组织党内联合办公，妥善处理重大疑难案件；组织和推动各方面落实“综合治理”的措施”。
1987年，中共十三大召开，将实现党政分开作为政治体制改革的首要目标和突破口，中共十三大报告指出，“长期形成的党政不分、以党代政问题还没有从根本上解决。这个问题不解决，党的领导无法真正加强，其他改革措施也难以顺利实施。因此，政治体制改革的关键首先是党政分开。党政分开即党政职能分开。”
1988年5月19日，为贯彻中共十三大报告，中共中央发出《关于成立中央政法领导小组的通知》，撤销中央政法委员会，成立“中央政法领导小组”。中央政法领导小组的职能比中央政法委员会大大削弱，职能为指导和协调政法方面工作，一般不开政法会议，不发文件，体现了依法办事、党政分开的精神。但大多数省级以下党委的政法委员会并未立刻随之撤销。
1990年3月6日，中共中央决定恢复设立“中央政法委员会”。1990年4月2日，《中共中央关于维护社会稳定加强政法工作的通知》指出，“中央决定，恢复中央政法委员会，适当调整其职责任务，各地党委政法领导机构的名称统一为政法委员会，并加强必要的建设。各地党委政法委员会的职责任务，可以参照中央政法委员会的职责任务，由各省、自治区、直辖市党委确定。”“政法委员会恢复后，仍然要贯彻党政职能分开的原则，主要对政法工作进行宏观指导和协调，当好党委的参谋和助手，其办事机构主要做调查研究工作，不要过于具体干预各部门的业务，使各级政府切实负起对所属的公安、安全、司法部门业务工作的领导责任，以保证法院、检察院依法独立行使审判权、检察权，充分发挥政法各部门的职能作用。”“各级政法委员会受同级党委领导，同时接受上级政法委员会的指导。”中央文件列举了中央政法委员会五项任务，属于“宏观指导”性质。1990年3月，恢复中央政法委后，中央政法委设办公室和研究室两个局级机构，行政编制30人。
1991年3月21日，中共中央发出《关于成立中央社会治安综合治理委员会的通知》，成立中央社会治安综合治理委员会。该委员会下设办公室，与中央政法委员会机关合署办公。地方各级社会治安综合治理委员会成立后，下设办公室也和同级政法委员会机关合署办公。
1994年，《中共中央办公厅关于印发〈中共中央政法委员会机关职能配置、内设机构和人员编制方案〉的通知》（厅字〔1994〕9号），将中央政法委员会的职权扩大到七项，其中包括“研究和讨论有争议的重大疑难案件”，“组织推动社会治安综合治理工作”，“研究、指导政法队伍建设和政法各部门领导班子建设”。1995年，中央政法委员会的职权扩大到十项。在中央政法委员会职权不断扩大的同时，地方各级党委的政法委员会的编制得到扩展，权力得到强化。改革后，增设中央政法委队伍建设指导室。其后增设宣教室。
1999年7月，为处理法轮功问题，中共中央决定设立中央处理法轮功问题办公室，与中央政法委员会机关合署办公。
2010年4月，中共中央组织部下发文件，要求省级政法委员会书记不兼任公安厅（局）长。中共十八大前后的地方各级党委换届中，多数省份的公安厅（局）长不再任政法委员会书记。

### 十八大之后
2012年中共十八大之后，已持续十年的中共中央政治局常委兼任中央政法委书记的局面，改变为由中共中央政治局委员兼任中央政法委书记。中共中央总书记直接听取中央政法委书记汇报，实际上加强了中央政法委的工作。
2013年11月21日，最高人民法院公布《关于建立健全防范刑事冤假错案工作机制的意见》中强调，除涉及外交、国防等特殊领域外，“政法委今后将不会介入个案”。
2014年1月，由全国政法工作会议升格而成的中央政法工作会议召开，中共中央总书记习近平出席并发表讲话。2014年10月23日，中国共产党第十八届中央委员会第四次全体会议通过《中共中央关于全面推进依法治国若干重大问题的决定》，其中称“政法委员会是党委领导政法工作的组织形式，必须长期坚持。各级党委政法委员会要把工作着力点放在把握政治方向、协调各方职能、统筹政法工作、建设政法队伍、督促依法履职、创造公正司法环境上，带头依法办事，保障宪法法律正确统一实施。政法机关党组织要建立健全重大事项向党委报告制度。加强政法机关党的建设，在法治建设中充分发挥党组织政治保障作用和党员先锋模范作用。”
2015年9月24日，中共中央政法委员会推出政务新媒体「长安剑」並在微信公眾號和今日頭條上開設賬號。2018年11月20日更名為「中央政法委长安剑」。
2017年起，武警部隊由中共中央、中央軍委集中統一領導，實行中央軍委－武警部隊－部隊領導指揮體制，歸中央軍委建制，不再列國務院序列。中央政法委不再有調動武警的權力。
在2018年的深化党和国家机构改革中，决定不再设立中央社会治安综合治理委员会及其办公室，有关职责交由中共中央政法委员会承担；不再设立中央维护稳定工作领导小组及其办公室，有关职责交由中共中央政法委员会承担；将中央防范和处理邪教问题领导小组及其办公室职责划归中共中央政法委员会、公安部。

## 职责
根据《中国共产党政法工作条例》，中共中央政法委承担下列职能：
1. 贯彻习近平新时代中国特色社会主义思想，坚持党对政法工作的绝对领导，坚决执行党的路线方针政策和党中央重大决策部署，推动完善和落实政治轮训和政治督察制度。
2. 贯彻党中央决定，研究协调政法单位之间、政法单位和有关部门、地方之间有关重大事项，统一政法单位思想和行动。
3. 加强对政法领域重大实践和理论问题调查研究，提出重大决策部署和改革措施的意见和建议，协助党委决策和统筹推进政法改革等各项工作。
4. 了解掌握和分析研判社会稳定形势、政法工作情况动态，创新完善多部门参与的平安建设工作协调机制，协调推动预防、化解影响稳定的社会矛盾和风险，协调应对和妥善处置重大突发事件，协调指导政法单位和相关部门做好反邪教、反暴恐工作。
5. 加强对政法工作的督查，统筹协调社会治安综合治理、维护社会稳定、反邪教、反暴恐等有关国家法律法规和政策的实施工作。
6. 支持和监督政法单位依法行使职权，检查政法单位执行党的路线方针政策、党中央重大决策部署和国家法律法规的情况，指导和协调政法单位密切配合，完善与纪检监察机关工作衔接和协作配合机制，推进严格执法、公正司法。
7. 指导和推动政法单位党的建设和政法队伍建设，协助党中央及其组织部门加强政法单位领导班子和干部队伍建设，协助党中央和中央纪检监察机关做好监督检查、审查调查工作，派员列席同级政法单位党组（党委）民主生活会。
8. 落实中央国家安全领导机构、全面依法治国领导机构的决策部署，支持配合其办事机构工作；指导政法单位加强国家政治安全战略研究、法治中国建设重大问题研究，提出建议和工作意见，指导和协调政法单位维护政治安全工作和执法司法相关工作。
9. 掌握分析政法舆情动态，指导和协调政法单位和有关部门做好依法办理、宣传报道和舆论引导等相关工作。
10. 完成党中央交办的其他任务。

## 机构设置
根据《中国共产党中央委员会政法委员会机关职能配置、内设机构和人员编制规定》，中共中央政法委设置下列机构：

### 内设机构
- 办公室
- 政治部
- 研究室（执法监督协调室）
- 政治安全局
- 维护社会稳定指导局
- 反分裂指导协调室
- 反邪教协调局
- 基层社会治理局
- 政法队伍建设指导局
- 宣传教育局
- 法治局
- 机关党委
- 离退休干部局

### 直属事业单位
- 中央政法委员会机关服务中心
- 中央政法委员会政法研究所
- 中央政法委员会政法综治信息中心

### 直属企业单位
- 中国长安出版传媒有限公司

## 历任领导
| 中央法律委员会主任 - 彭真（1956年7月－1958年6月） 中央政法小组组长 - 彭真（1958年6月－1959年5月） - 罗瑞卿（1959年5月－1960年12月） - 谢富治（1960年12月－1972年3月） - 纪登奎（1978年6月－1980年1月） 中央政法委员会书记 - 彭 真（1980年1月－1983年5月，中央政治局委员、全国人大常委会副委员长兼） - 陈丕显（1983年5月－1985年7月，中央书记处书记、全国人大常委会副委员长兼） - 乔 石（1985年7月－1988年5月，中央政治局常委、中央书记处书记、中央纪委书记兼） 中央政法领导小组组长 - 乔 石（1988年5月－1990年3月，中央政治局常委、中央书记处书记、中央纪委书记兼） 中央政法委员会书记 - 乔 石（1990年3月－1992年11月，中央政治局常委、中央书记处书记、中央纪委书记兼） - 任建新（1992年11月－1998年3月，中央书记处书记、最高人民法院院长兼） - 羅幹（1998年3月－2007年10月，中央政治局委员、中央书记处书记、国务委员，中央政治局常委兼） - 周永康（2007年10月－2012年11月，中央政治局常委、中央综治委主任兼） - 孟建柱（2012年11月－2017年11月，中央政治局委员、中央综治委主任兼） - 郭声琨（2017年11月－2022年10月，中央政治局委员、中央书记处书记兼） - 陈文清（2022年10月至今，中央政治局委员、中央书记处书记兼） | 中央政法委员会副书记 - 刘复之（1985年9月－1988年3月） - 陈伟达（1985年9月－1988年3月） - 任建新（1990年－1992年10月） - 罗幹（1993年3月－1998年3月） - 周永康（2002年11月－2007年10月，国务委员兼，兼公安部党委书记、部长） - 孟建柱（2007年10月－2012年11月，国务委员兼，兼公安部党委书记、部长） - 王乐泉（2010年4月－2013年4月） - 郭声琨（2013年4月－2017年11月，国务委员兼，兼公安部党委书记、部长） - 赵克志（2018年5月－2022年10月，国务委员兼，兼公安部党委书记、部长至2022年6月） - 王小洪（2022年6月至今，兼公安部党委书记、部长） 中央政法委员会委员 …… - 周 强（2013年3月至2023年3月，最高人民法院院长兼） - 张 军（2017年2月至今，最高人民法院院长兼） - 赵克志（2017年11月至2018年5月，兼公安部党委书记、部长） - 陈一新（2018年3月至今，2018年3月至2023年3月兼秘书长，2022年10月至今兼国家安全部部长） - 陈文清（2015年4月至今） - 陈训秋（2017年11月至2019年1月） - 傅政华（2018年3月至2020年4月，兼司法部部长） - 王 宁（2014年12月至2021年7月，兼中国人民武装警察部队司令员） - 宋 丹（2017年12月至2020年2月，兼中央军委政法委书记） - 王仁华（2020年2月至今，兼中央军委政法委书记） - 唐一军（2020年4月至2023年2月，兼司法部部长） - 王春宁（2021年7月至今，兼中国人民武装警察部队司令员） - 贺 荣（2023年2月至今，兼司法部部长） - 訚 柏（2023年3月至今） 中央政法委员会秘書長 …… - 顾林昉（1987年11月－1989年1月） - 任建新（1989年1月－1992年11月） - 束怀德（1993年2月－1998年3月） - 王胜俊（1998年3月－2008年3月） - 周本顺（2008年3月－2013年3月） - 汪永清（2013年4月－2018年3月） - 陈一新（2018年3月－2023年3月） - 訚 柏（2023年3月至今） 中央政法委员会副秘書長 - 高以忱（2005年12月－？，兼国家安全部副部长） - 陈训秋（2011年10月－2019年3月，兼中央综治办主任，正部长级） - 景汉朝（2017年4月－2022年7月） - 雷东生（2017年4月－2021年1月） - 樊绪银（2017年11月－2019年3月） - 白少康（2017年11月－2022年10月） - 王洪祥（2019年3月－2023年9月） - 林 锐（2022年5月－2022年12月） - 訚 柏（2022年7月－2023年3月） - 杨春雷（2023年1月至今） - 王贻星（2023年7月至今） - 孙晓芳（2023年9月至今） |